# كفر جايز (إربد)
 كفر جايز قرية تقع في الشمال الغربي من مدينة إربد وتتبع إداريًا لواء القصبة ،يحدها من الجنوب بيت رأس ومن الشمال سما الروسان ،ومن الشرق الخيرية ،ومن الغرب تقبل، وفيها بساتين الزيتون التي تنتشر على جميع أرجاء القرية من جهاتها الأربع وكان يعمل أهلها في الفلاحة وزراعة القمح والعدس والشعير.